# Carlos Rivas Sánchez
Carlos Jesús Rivas Sánchez (Almadén, Ciudad Real, 5 de enero de 1958- 16 de junio de 2016) fue un político español del Partido Popular, y exalcalde de la ciudad ciudadrealeña de Almadén.
Se licenció en minas en la Escuela de Ingeniería Minera e Industrial de Almadén, Carlos Rivas ha sido concejal del ayuntamiento de Almadén desde 2007. En 2011 se convirtió en el primer alcalde de Almadén del PP, rompiendo 32 años seguidos de gobierno socialista. Durante su gobierno, Almadén fue declarado Patrimonio de la Humanidad por la UNESCO.
| Predecesor: Emilio García Guisado | Alcalde de Almadén 2011-2015 | Sucesor: Siro Ramiro Nieto |

- Datos: Q5751545